# Halloween Havoc 1992
Halloween Havoc 1992 fu un pay-per-view organizzato dalla federazione di wrestling World Championship Wrestling (WCW); si svolse il 25 ottobre 1992 presso il Philadelphia Civic Center di Filadelfia, Pennsylvania, Stati Uniti.
Il main event dello show fu molto pubblicizzato all'epoca in quanto sarebbe stato il debutto in un ppv targato WCW di Jake "The Snake" Roberts; la compagnia, con Ric Flair sotto contratto con la WWF, puntò decisamente sul carismatico Jake come nuovo top heel della federazione da contrapporre al favorito del pubblico Sting. L'incontro, tuttavia, un Coal Miner's Glove match (la stipulazione del match era stata decisa per sorteggio), fu uno dei peggiori in assoluto mai disputati in WCW e ricevette delle recensioni pessime sia dagli addetti ai lavori che dai fan. Poco tempo dopo Roberts lasciò la federazione senza aver vinto nessun titolo importante.

## Descrizione
Prima dell'inizio del pay-per-view, Erik Watts e Van Hammer sconfissero The Vegas Connection (Vinnie Vegas e Diamond Dallas Page) in un dark match non trasmesso in tv.
Il primo incontro dell'evento fu un tag team match nel quale Tom Zenk, Johnny Gunn & Shane Douglas sconfissero Arn Anderson, Michael Hayes & Bobby Eaton. Gunn schienò Hayes.
Ricky Steamboat sconfisse Brian Pillman, schienandolo.
Big Van Vader sconfisse Nikita Koloff. Vader difendeva il titolo WCW United States Heavyweight Championship al posto di Rick Rude, il campione in carica, che aveva protestato non volendo lottare due volte nella stessa serata. Questo fu inoltre un No Disqualification Match e Madusa venne espulsa da bordo ring. In questo match, Vader pose fine (accidentalmente o meno) alla carriera di Koloff con un potente colpo alla testa dato con troppa forza. La botta causò seri danni alle vertebre cervicali di Nikita, e come se non bastasse, Koloff si procurò anche un'ernia cercando di sollevare e schiacciare al teppeto Vader. A causa degli infortuni rimediati, Koloff fu costretto a ritirarsi poco tempo dopo nel pieno della carriera.
I campioni NWA e WCW World Tag Team Barry Windham & Dustin Rhodes pareggiarono contro "Dr. Death" Steve Williams & Steve Austin per superamento del limite di tempo massimo (30:00). Windham & Rhodes mantennero i titoli. Austin sostituiva Terry Gordy, che non partecipò all'evento. Il match avrebbe dovuto originariamente essere Williams & Gordy vs. The Steiner Brothers, ma i piani cambiarono quando Rick Steiner riportò un infortunio muscolare al petto durante un tour giapponese, e Windham & Rhodes vinsero i titoli da Williams & Gordy in occasione della puntata del 3 ottobre di WCW Saturday Night, causando la programmazione di un rematch tra i due team.
Rick Rude (con Madusa) sconfisse per squalifica l'NWA World Heavyweight Champion Masahiro Chono (con Hiro Matsuda) in una match con Harley Race & Kensuke Sasaki come arbitri speciali. Chono venne squalificato da Race per aver gettato Rude sopra la terza corda del ring. Nonostante Rude fosse il campione in carica, il suo titolo WCW United States Heavyweight Championship non venne messo in palio durante l'incontro. Dopo il match, Sasaki attaccò Rude & Race.
Nell'incontro seguente Ron Simmons (con Teddy Long) sconfissee The Barbarian (con Cactus Jack) mantenendo il titolo WCW World Heavyweight Championship.
Nel main event della serata Sting sconfisse Jake Roberts in un Coal Miner's Glove Match. Sting schienò Roberts dopo che Jake era stato morso in faccia dal suo stesso serpente. Nonostante l'ottima preparazione e l'imponente sforzo promozionale, il match (la cui "bizzarra" stipulazione era stata decisa per sorteggio attraverso la ruota girevole Spin the Wheel, Make the Deal), fu uno dei peggiori in assoluto mai disputati in WCW e ricevette delle recensioni pessime sia dagli addetti ai lavori che dai fan.

## Risultati
| N.         | Risultati | Stipulazione                                                                                                   | Durata |
| ---------- | --- | --- | ------ |
| Dark Match | Erik Watts e Van Hammer sconfiggono The Vegas Connection (Vinnie Vegas e Diamond Dallas Page)                 | Tag team Match                                                                                                 | 12:00  |
| 1          | Tom Zenk, Johnny Gunn & Shane Douglas sconfiggono Arn Anderson, Michael Hayes & Bobby Eaton                   | Tag team match                                                                                                 | 11:02  |
| 2          | Ricky Steamboat sconfigge Brian Pillman                                                                       | Single match                                                                                                   | 10:25  |
| 3          | Big Van Vader sconfigge Nikita Koloff                                                                         | No Disqualification match per il titolo WCW United States Heavyweight Championship                             | 11:35  |
| 4          | Barry Windham & Dustin Rhodes pareggiano contro "Dr. Death" Steve Williams & Steve Austin per limite di tempo | Tag team match per i titoli NWA World Tag Team Championship e WCW World Tag Team Championship                  | 30:00  |
| 5          | Rick Rude (con Madusa) sconfigge Masahiro Chono (con Hiro Matsuda) per squalifica                             | Single match per l'NWA World Heavyweight Championship (con Harley Race & Kensuke Sasaki come arbitri speciali) | 22:23  |
| 6          | Ron Simmons (con Teddy Long) sconfigge The Barbarian (con Cactus Jack)                                        | Single match per il titolo WCW World Heavyweight Championship                                                  | 12:41  |
| 7          | Sting sconfigge Jake Roberts                                                                                  | Coal Miner's Glove Match                                                                                       | 10:34  |

Altre personalità presenti
| Ruolo          | Nome:                 |
| -------------- | --------------------- |
| Presentatori   | Tony Schiavone        |
| Presentatori   | Bruno Sammartino      |
| Commentatori   | Jim Ross              |
| Commentatori   | Jesse Ventura         |
| Intervistatori | Missy Hyatt           |
| Intervistatori | Teddy Long            |
| Annunciatore   | Gary Michael Cappetta |